# Międzynarodowe Mistrzostwa Polski w Półmaratonie Górskim Nordic Walking (2019)
1. Międzynarodowe Mistrzostwa Polski w Półmaratonie Górskim Nordic Walking odbyły się w dniu 23 marca 2019 w Prudniku.
Długość trasy wynosiła 21 km. Prowadziła przez szczyt Klasztornego Wzgórza, Okopowej, stokami Długoty i Świętej Góry.

## Klasyfikacja medalowa
Na podstawie
- Karol Stiller (KABEX Podkowa Janów) i Joanna Kołodziej (Stadion Śląski / Ruda Śląska)
- Marcin Rosak (runnerski.pl)
- Krzysztof Członkowski (Olimpijczyk Szczekociny)